# Dalechampia uleana
Dalechampia uleana är en törelväxtart som beskrevs av Ferdinand Albin Pax och Käthe Hoffmann. Dalechampia uleana ingår i släktet Dalechampia och familjen törelväxter. Inga underarter finns listade i Catalogue of Life.